# Технический канал
«Технический канал» — московский телеканал (175,25 МГц). Редакции и студии телеканала располагались в телецентре «Останкино» (АСК-1).

## История

### Предыстория
Шестая метровая частота появилась в Москве и Московской области 25 января 1971 года. Изначально имела слабый передатчик в 100 Вт и была закреплена за службой оповещения гражданской обороны.

### 1980—1991. Шестая программа ЦТ
В 1980 году (19 июля — 3 августа) во время Олимпиады в Москве, в 1984 году (6 июня — 16 сентября) во время соревнований «Дружба» и в 1986 году (5 — 20 июля) во время Игр доброй воли, в Москве и Московской области использовался как технический канал и вещание его было нерегулярным. Во времена Перестройки (1985—1991) на телеканале велись трансляции Олимпийских игр в Сеуле (17 сентября — 2 октября 1988) и теннисных турниров Открытых чемпионатов Англии и Франции. Трансляции велись без комментаторов и в полном объёме. По состоянию на начало 1990-х годов шестая метровая частота являлась последней свободной в московском метровом диапазоне.

### 1991—1993. Технический канал
27 декабря 1991 года телеканал сменил название на «Технический канал» в связи с распадом СССР и реорганизацией Всесоюзной ГТРК в телерадиокомпанию «Останкино», но остался в подчинении правительству.
Технический канал прекратил своё существование 1 января 1993 года. В 1992 году лицензию на шестой канал получает «Северная корона». Несколько позже лицензия на частоту также была выиграна телеканалом ТВ-6. В течение 1993—1994 годов оба телеканала вещали на одной частоте: ТВ-6 — утром и вечером, а «Северная корона» — днём. 17 июля 1994 года ТВ-6 стал полноправным собственником шестой телевизионной кнопки, а «Северная корона» была закрыта.